# 고령군
고령군(高靈郡)은 대한민국 경상북도 남부에 위치해 있는 군이다. 또한 고령군청 소재지는 대가야읍이고, 고령군의 행정 구역은 1읍 7면이다. 또한 과거 대가야가 소재해 있던 지역이다.

## 지리
경상북도의 남부에 위치하여 경상남도 합천군과 인접하고 있으며 소백산맥의 여맥이 뻗쳐 서쪽에는 문수산(文壽山), 미숭산(美崇山)이 솟아 구릉성 산지를 이루고, 낙동강의 본류는 군의 동쪽 경계를 곡류하면서 대략 군의 중앙을 남류하는 대가천, 소가천과 북류하는 안림천을 중앙 부근에서 합치고, 남류하여 낙동강에 합류하는 회천(會川)이 있다. 낙동강 서안과 이들 지류의 유역에 좁은 평야가 있고 옛날에는 수운이 좋았다. 고령 박씨 등의 성씨들이 고령군을 관향으로 하고 있다.

## 지질

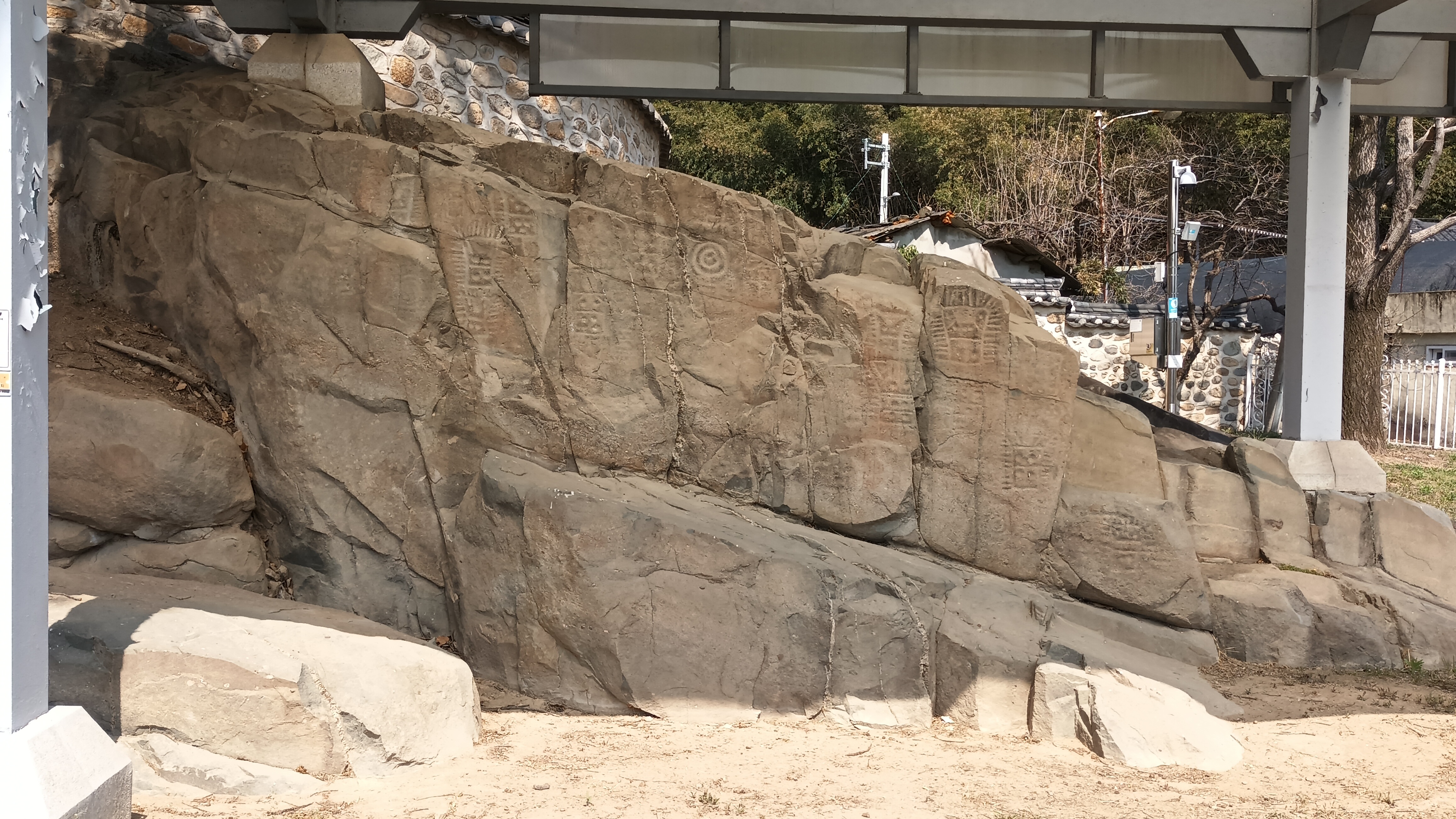
경상 누층군 하산동층에 새겨진 고령 장기리 암각화

동쪽 낙동강으로부터 고령까지는 북동－남서 방향으로 경상 누층군이 대상(帶狀)으로 발달하고 그 이서는 화강암과 화강편마암으로 되어 있다.

## 역사
| Daedongyeojido (Gyujanggak) 17-03.jpg | Daedongyeojido (Gyujanggak) 17-02.jpg |
|                                       |                                       |

- 42년 대가야국
- 562년 대가야군(大伽倻郡)으로 신라에 복속
- 757년(신라 경덕왕 16년) 강주(康州) 고양군(高陽郡)
- 고려 초 경산부(京山府)에 합병, 영천현(靈川縣)으로 개편됨
- 고려 명종 감무(監務) 설치
- 1394년(조선 태조 3년) 고양현(高陽縣)·영천현(靈川縣)의 첫 글자를 때서 고령현(高靈縣)으로 이름을 바꿈
- 조선 태종 현감 설치
- 1895년 6월 23일(음력 윤 5월 1일) 대구부 고령군[1]
- 1896년 8월 4일 경상북도 고령군[2]
- 1906년 성주군 일부(인곡·운라·흑수·도장·소야·가현·덕곡·노다·다산 이상 9면), 현풍군 일부(진촌·답곡·왕지 이상 3면)를 편입하였다. (26면)
- 1912년 10월 15일 서부면을 현내면에 합면하는 등 면, 동을 합병하였다.[3][4]
- 1914년 4월 1일 읍내면 등을 고령면으로 합면하는 등의 개편이 있었다.[5][6]
- 1934년 4월 1일 쌍동면(雙洞面)과 임천면(林泉面)이 쌍림면으로 합면하였다.[7] (8면)
- 1950년에는 한국 전쟁 중에 일부 지역을 조선민주주의인민공화국이 일시적으로 점령하였다가 다시 대한민국이 수복하였다.
- 1979년 5월 1일 고령면이 고령읍으로 승격했다.[8] (1읍 7면)
- 2015년 4월 2일: 고령읍이 대가야읍(大伽倻邑)으로 읍 이름을 바꾸었다.[9][10]

## 행정 구역
고령군의 행정 구역은 1읍 7면 (151개리 620개반)으로 구성되어 있다. 2015년 6월 30일을 기준으로 고령군의 면적은 384km2이며, 인구는 16,132 세대 34,655명이다. 1965년에는 인구가 78,288명을 기록했으나 이후 계속 인구가 감소해 1970년에는 67,537명으로, 1980년에는 48,961명으로 5만 명 선이 무너졌고, 1990년에는 35,298명으로 4만 명 선마저 무너졌다.

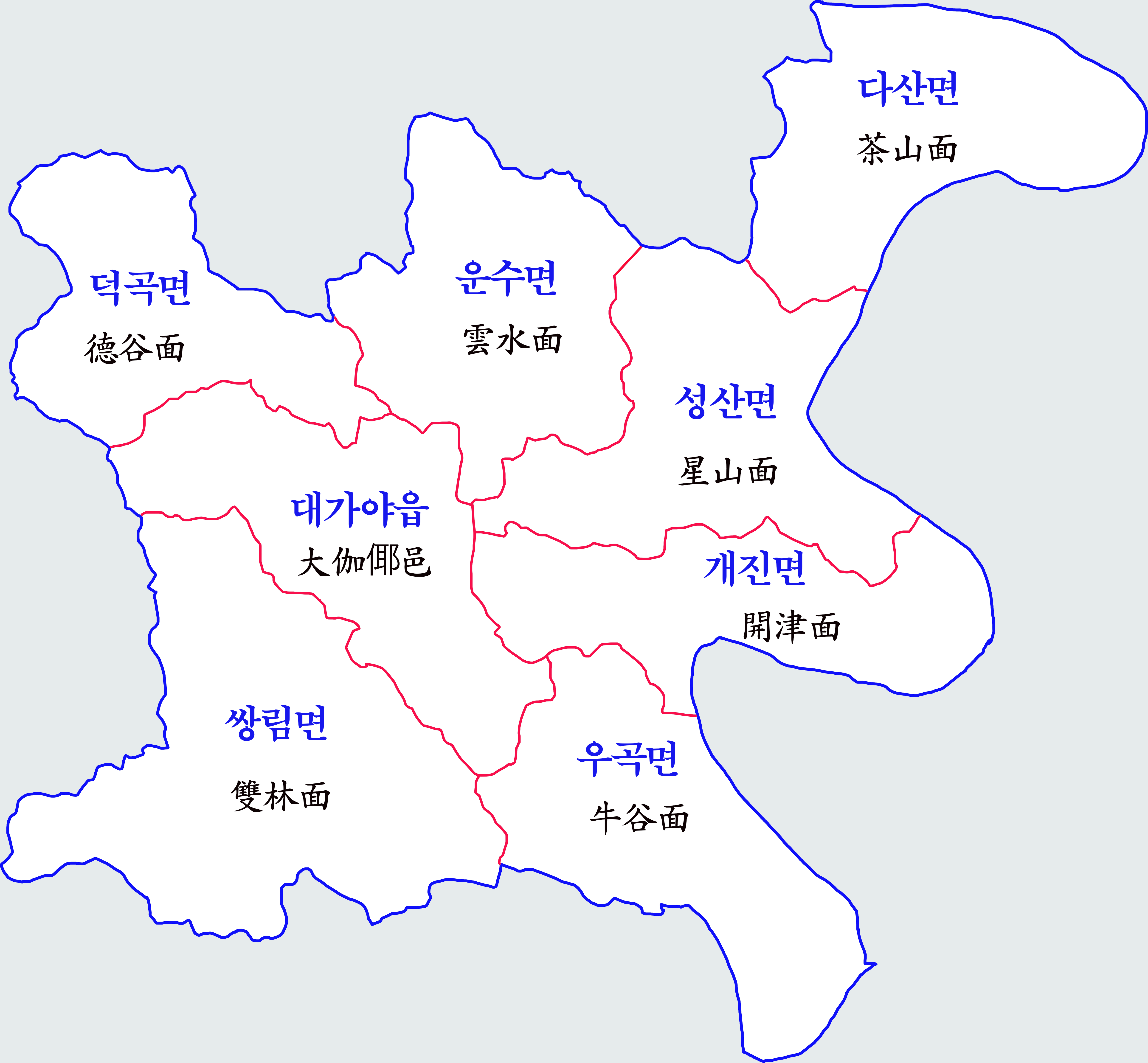

| 읍·면    | 한자     | 세대   | 인구   | 면적   |
| -------- | -------- | ------ | ------ | ------ |
| 대가야읍 | 大伽倻邑 | 5,126  | 9,404  | 47.37  |
| 덕곡면   | 德谷面   | 933    | 1,449  | 38.57  |
| 운수면   | 雲水面   | 1,113  | 1,734  | 45.84  |
| 성산면   | 星山面   | 1,502  | 2,469  | 48.45  |
| 다산면   | 茶山面   | 4,472  | 8,453  | 45.87  |
| 개진면   | 開津面   | 1,227  | 1,813  | 39.5   |
| 우곡면   | 牛谷面   | 935    | 1,528  | 47.04  |
| 쌍림면   | 雙林面   | 1,993  | 3,212  | 71.45  |
| 합계     | 합계     | 17,301 | 30,062 | 384.09 |

## 군청
- 현재 고령군청은 경상북도 고령군 대가야읍에 위치하고 있다.

## 인구
- 고령군(에 해당하는 지역)의 연도별 인구 추이[12]

| 연도   | 총인구   |  |
| ------ | -------- |  |
| 1960년 | 72,167명 |  |
| 1966년 | 76,093명 |  |
| 1970년 | 66,265명 |  |
| 1975년 | 63,005명 |  |
| 1980년 | 48,953명 |  |
| 1985년 | 41,188명 |  |
| 1990년 | 35,280명 |  |
| 1995년 | 31,664명 |  |
| 2000년 | 35,517명 |  |
| 2005년 | 30,895명 |  |
| 2010년 | 31,817명 |  |
| 2015년 | 34,655명 |  |
| 2017년 | 33,909명 |  |
| 2022년 | 30,353명 |  |
| 2024년 | 30,062명 |  |

## 산업
농업 인구가 절대 다수를 차지하고 있는데 농업 인구가 매년 줄어들고 있다. 대가천·소가천·안림천 등을 끼고 있는 연안평야는 관개 수원이 좋아 매년 풍작지대를 이루며, 낙동강 연안은 상습 수해 지구였으나 호안 공사를 실시하고 양·배수장을 설치함으로써 미곡 증산에 획기적인 성과를 거두고 있다. 주곡 생산 외에 채소·담배·양잠을 한다. 소채류는 밭이 논으로 바뀌고 있어 생산량이 줄어들고 있으나 대구에 가깝기 때문에 비교적 성하다. 축산에 있어서는 초지가 많고 비교적 교통이 편리하여, 달령지구(達靈地區)에서는 낙농사업을 행한다. 특히 수백년의 전통을 가진 약초 재배가 유명한데 여기서 나는 30여 종의 약초는 대구로 보내진다. 광공업은 부진하여 금·은이 약간 생산될 따름이다.
주요 농산물은 쌀·맥류·두류·채소류·담배·과실·누에고치 및 천궁·황기·소희향·향부자 등의 약초이고, 육우의 사육과 낙농업도 성하다. 공업단지로서 쌍림·개진공업단지, 다산주물단지 등의 각 공장에서 섬유·기계·비금속·화학·식품·주물 등을 생산한다.
특산물로는 돼지고기, 다산 향부자, 감자, 참외, 메론, 수박, 쌀, 딸기, 토마토, 도자기, 기와 등이 유명하다.

## 교통
광주대구고속도로가 군의 중앙을 지나고 있으며, 고령 나들목과 동고령 나들목을 통해 이용할 수 있다. 중부내륙고속도로는 성산면 고령 분기점에서 광주대구고속도로와 교차하나 고령군 관내에는 나들목이 없어 광주대구고속도로를 통하여 진입할 수 있다. 국도가 대구광역시, 경상북도 성주군, 경상남도 거창·합천군으로 통한다. 기타 도로망은 남북으로 인접 군들과 연결되고 있다.
철도 교통은 존재하지 않는다. 김천역과 진주역을 잇는 남부내륙선, 광주역과 대구역을 있는 대구-광주선이 국토교통부의 제2차 철도망 구축 계획에 포함되어 있다. 현재 계획에 따르면, 남부내륙선은 고령군을 통과하지만 정차하지 않고 대신 성주역을 고령군에서 접근할 수 있는 성주군 남부에 건설하며 대구광주선에 고령역을 신설할 계획이다.
군에는 두 곳의 농어촌버스 업체가 존재하며, 이들이 고령군의 농어촌버스를 운행한다. 고령시외버스터미널이 읍내에 있다. 한편, 다산면의 경우 달성군 화원읍, 성산면, 논공읍과의 경계에 있어서 사실상 대구 생활권이다.

## 교육 기관
- 사립대학교

|  | - 없음 |

- 고등학교

|  | - 대가야고등학교 - 고령고등학교 |

- 중학교

|  | - 고령중학교 - 고령중학교 개진분교장 - 다산중학교 | - 성산중학교 - 쌍림중학교 - 우곡중학교 |

- 초등학교

|  | - 고령초등학교 - 덕곡초등학교 - 운수초등학교 | - 성산초등학교 - 박곡초등학교 - 다산초등학교 | - 개진초등학교 - 우곡초등학교 - 쌍림초등학교 |

## 자매 도시
고령군은 4곳의 도시와 자매결연을 맺었다. 대한민국 3곳(전라남도 함평군, 서울특별시 서초구청, 전북특별자치도 고창군), 대한민국 국외 1곳[중화인민공화국 산동성 치박시 임치구 산동성(山东省) 치박시(淄博市) 임치구(臨淄區)]이다.
그리고 이탈리아 롬바르디아주(Lombardia) 크레모나시(Cremona), 미국 메릴랜드주(State of Maryland) 몽고메리카운티(Montgomery County), 중화인민공화국 안휘성(安徽省) 마안산시(马鞍山市)와 우호교류 중이다.

## 미디어
- KBS 2TV: 배틀트립

## 같이 보기
- 다산면
- 가야